# 美原高原美術館

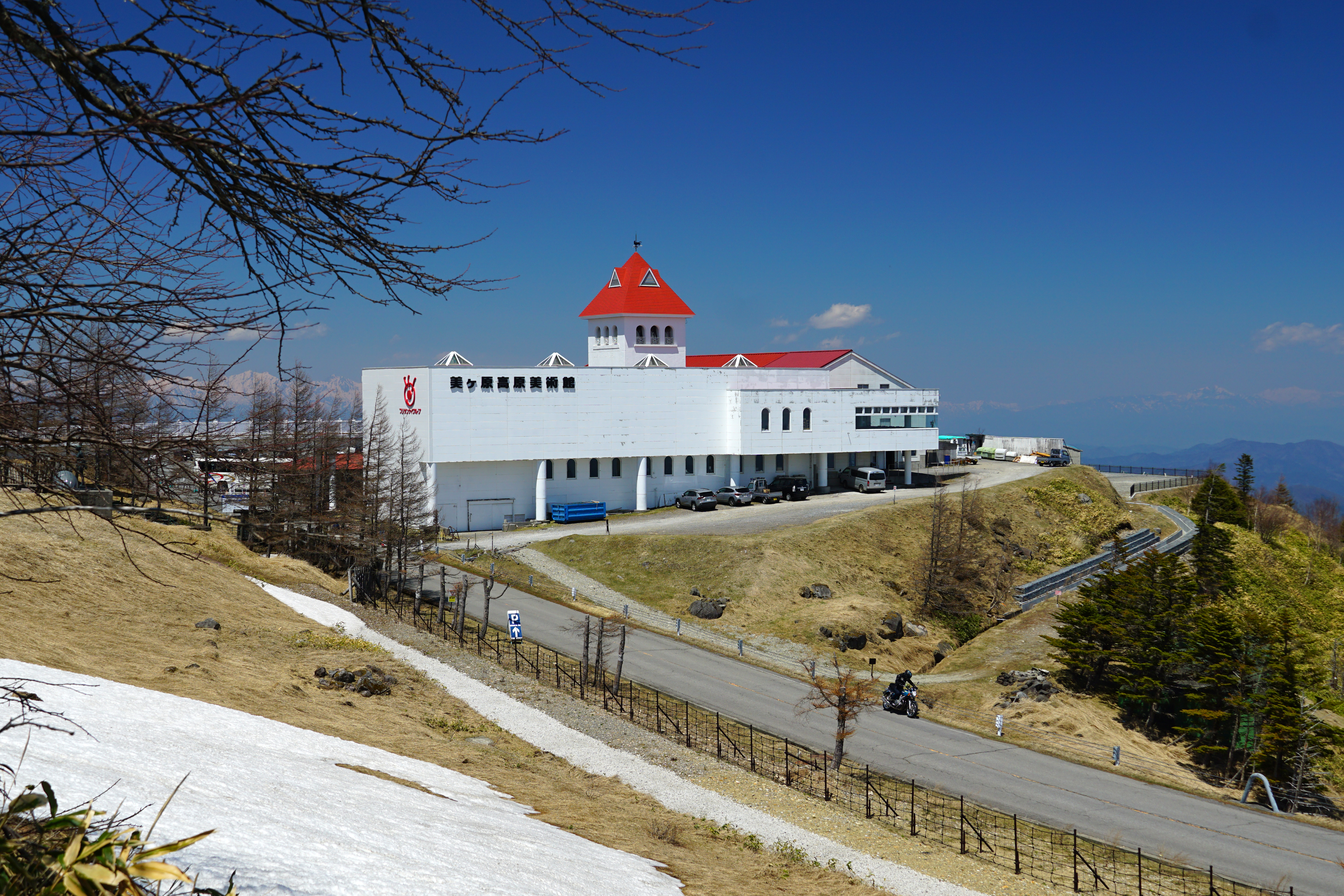
美原高原美術館

美原高原美術館（日语：美ヶ原高原美術館，うつくしがはらこうげんびじゅつかん）是位於日本長野縣上田市武石上本入美原高原的一座以戶外雕刻為主要展品的美術館。該館由富士產經集團運營，是箱根雕刻森林美術館的姊妹美術館。

## 外部連結
- 美ヶ原高原美術館 （页面存档备份，存于）

36°13′50″N 138°08′25″E / 36.230667°N 138.140361°E